# Markaz Dayrūţ
Markaz Dayrūţ (arabiska: مركز ديروط) är en region i Egypten.   Den ligger i guvernementet Asyut, i den centrala delen av landet, 290 km söder om huvudstaden Kairo.